# أجايز
أجايز هي شركة تأمين بلجيكية متعددة الجنسيات مقرها في بروكسل . أجايز هي أكبر شركة تأمين في بلجيكا وتعمل في 14 دولة حول العالم. تم تغيير اسم الشركة من فورتيس القابضة في أبريل 2010 وتتكون من أنشطة التأمين المتبقية بعد تفكك وبيع مجموعة الخدمات المالية (فورتيس)
خلال الأزمة المالية 2007-2010 .
في عام 2020 ، كان لدى الشركة 45000 موظف. 

## روابط خارجية
- الموقع الرسمي